# Георг Фридрих Баденски
Георг Фридрих Баденски (1573-1638) био је протестантски војсковођа у почетку тридесетогодишњег рата.

## Каријера
Георг Фридрих, гроф Бадена, био је истакнути члан Протестантске уније пре тридесетогодишњег рата. Док је већина чланова Протестантске уније већ на почетку рата 1618. прогласила неутралност, Георг Фридрих је у зиму 1621/22. јавно стао на страну Фридриха V од Палатината, чији су поседи у Чешкој већ били освојени од Хабсбурговаца, а у Фалачкој нападнути од Шпанаца из Белгије у склопу чешко-фалачког периода тридесетогодишњег рата. Уз новчану помоћ од Холандије, која је 1621. наставила рат против Шпаније, Георг Фридрих је окупио снажну најамничку војску и у пролеће 1622. ступио у рат против Католичке лиге.
Георг Фридрих и Мансфелд заједно су потукли снаге Католичке лиге под Јоханом Тилијем код Вислоха 27. априла 1622, али су се после победе, у потрази за храном, раздвојили. Тили је, пошто му се придружио контигент шпанских снага под Гонзалом Кордовом (шп. Gonzalo Hernández de Córdoba), појединачно потукао Георга Фридриха 6. маја 1622. код Вимпфена, а 20. јуна и војводу Кристијана од Брауншвајга код Хехста. Потучен и рањен, Георг Фридрих се повукао у Штутгарт, где је абдицирао у корист свог сина. 1627. ступио је у службу Данске, али је потучен у првој бици са Валенштајном. Умро је у Стразбуру 1638.